# クーパーズタウン
クーパーズタウン (Cooperstown) は、アメリカ合衆国ニューヨーク州の村。オチゴ郡の郡庁所在地である。2020年の国勢調査時点での人口は1,794人。座標は 北緯42度41分50秒 西経74度55分37秒 / 北緯42.69722度 西経74.92694度。

## 歴史
オチゴ湖という16.37 km2の小さな湖に面している。元々湖岸一帯はネイティブアメリカンのイロコイ族が住み、湖に浮かぶ岩「カウンシル・ロック」はアメリカ独立戦争以前にネイティブアメリカンたちの集会所だったと考えられている。

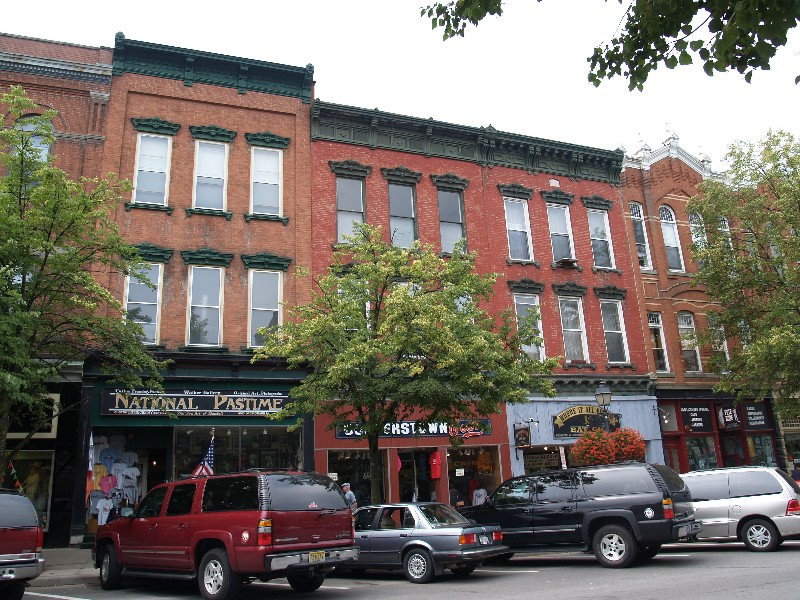
歴史地区

1785年、ウィリアム・クーパー（のちに地元の郡判事やアメリカ下院議員を務めた人物）が1万エーカーの土地を購入し、入植者の村を建設した。村は1807年、オツェゴ村（Village of Otsego）の名前で法人化され、その後1812年に創設者にちなんで「クーパーズタウン（Village of Cooperstown）」と改名された。クーパーの息子であるジェイムズ・フェニモア・クーパーはこの地で育ち、のちに作家となった。
村は1939年にアメリカ野球殿堂博物館が開館したことで有名になった。野球殿堂が置かれたのは、1839年にアブナー・ダブルデイがこの地で野球を考案したという説が広く信じられていたためである。この説は現在は否定されている（詳細はアブナー・ダブルデイ#野球を参照）。
村の一部は国定の歴史地区「クーパーズタウン歴史地区」に指定され、20世紀前半に建てられた郵便局など歴史的な建物が多い。またかつては多くの博物館を持つ「博物館の村」として知られていた。一部は閉鎖されたものの、現在も農業博物館、フェニモア美術館、グリマーグラス・フェスティバルの公演劇場などがある。